# Revolta Forana
A Revolta Forana foi uma rebelião que ocorreu na Ilha de Maiorca, entre 1450 e 1453, na qual camponeses e artesãos lutaram contra a nobreza e mercadores.
Os camponeses se rebelaram contra as obrigações tributárias.
Os principais líderes foram Simón Ballester, que liderou os camponeses, e Pere Mascaró, que liderou os artesãos.
A primeira fase do levante durou até fevereiro de 1451, na qual os camponeses sitiaram Palma de Maiorca e aguardaram o envio de representantes de Afonso V de Aragão para estabelecer uma negociação, entretanto, o fracasso da via conciliatória radicalizou o levante.
Em 1452, Rei Afonso V enviou mercenários italianos que, juntamente com tropas de nobres da região, em 31 de agosto, derrotaram os insurgentes na Batalha de Rafal Garcés.
Depois da derrota, os líderes foram executados e outros obrigados a pagar uma multa aos nobres de Maiorca.

## Simón Ballester
Simón Ballester, também conhecido como "Tort" (torto) (Manacor ??? - Palma de Maiorca 1457 ) foi um dos líderes da Revolta Forana.
Ele era fazendeiro e, juntamente como Jaume Nicolau e Bartomeu Moner, foi um líderes mais radicais da Revolta.
Em julho de 1450, participou do primeiro cerco à cidade de Palma de Maiorca, como chefe de um exército de 2.000 camponeses.
No início de 1451, negociou em Manacor com o Governador Berenguer d'Oms, mas as negociações fracassaram e em abril de 1451 ocorreu o segundo cerco à cidade.
Em 1456, foi para Minorca, de onde foi extraditado.
Em 1457, foi executado e seu corpo arrastado e esquartejado  .